# ルネ・ハリス
ルネ・レイナルド・ハリス（René Reynaldo Harris、1947年11月11日 - 2008年7月5日）は、ナウルの政治家。1999年から2004年の間に4回大統領を務めた。また、1977年から晩年まで国会議員を務めた。

## 来歴・人物

### 背景と初期のキャリア
ルネ・レイナルド・ハリスは、1947年11月11日にナウルのアイウォ地区で生まれた。
オーストラリアのビクトリア州にあるジーロング大学で中等教育を受けた。議会に選出される前は、ハリスはナウル・リン鉱石会社（NPC）に勤務し、ナウルパシフィックラインのマネージャーを務めていた。
1977年にサミュエル・ツィツィの後任でアイウォ地区議員に最初に選出された。最初の任期は、暴行で裁判所の有罪判決を受けて辞任しなければならなかったため、わずか7日間しか続かなかった。しかし、ハリスは説得力のあるスピーチで補欠選挙に勝利した。ハリスは1978年に議会の副議長に選出された。1981年に辞任したが、5日後の補欠選挙で再選された。そして1986年12月、議会議長になり1992年に彼はNPCの取締役会会長に任命された。
1998年、ハリスは2人の共犯者の助けを借りて、ナウル警察の拘束から3人の親戚を強制的に解放したことにより、暴行と脱獄で有罪判決を受けた。オーストラリア放送協会のテレビ番組「ForeignCorrespondent」も、NPCの会長として、ハリスがメルボルンの高級品、休日、不動産に231000オーストラリア・ドル以上を費やしたと主張した。ハリスは、メルボルンのナウルハウスの51階に豪華なペントハウススイートを維持した。

### 大統領の任期
ハリスは1999年4月27日に最初に大統領に就任し、2000年4月20日にバーナード・ドウィヨゴに交代するまでその職に留まった。2003年1月、2人の男性が2回事務所を開いたとき、状況は茶番劇の割合を想定していた。ドウィヨゴは最終的に大統領職を維持したが、2003年3月の彼の死は別の不確実性を引き起こした。ハリスは2003年8月15日にようやく再選され大統領になった。
ハリスは、国会議員が前任者のルドウィグ・スコッティと「光を見なかった」ため、国会で再選されたと述べたと伝えられた。ハリスは、2003年に議会を通過することができたときに、ナウル政府の行き詰まりを打開した。
彼の政府は、島でのオーストラリアの亡命希望者の住居と、ナウルの国連への入国とイギリス連邦への完全な加盟に責任があった。ハリスは、ナウルの野党（ナエオロ・アモ）と国際社会から、汚職と人権侵害で批判された。
ハリスは糖尿病のためにメルボルンで毎月腎臓透析治療を受けていた。糖尿病は2003年の初めに57歳で、彼の政敵の1人であるバーナード・ドウィヨゴの人生を終わらせたため、彼の健康は彼の人生の少なくとも最後の5年間の主要な関心事だった。2003年12月、ハリスはナウルの国会議事堂で倒れ、キーレン・ケケ博士によって復活した。
2004年7月22日、政治的離反により、彼は大統領として追放され、ルドウィグ・スコッティが彼の後任となった。

### 大統領職後と論争
2004年後半の議会選挙では、スコッティの支持者が議席の過半数を獲得し、ハリスはそれ以上大統領に再選されることを試みなかった。2007年8月25日に行われた議会選挙では、ハリスは再選された唯一の野党議員だった。スコッティの支持者はさらに大きな勝利を収め、ハリスには議会に政治的支持者がいない可能性があると信じられていた。
ナウルの主要な警察署が2008年3月7日に、リン酸塩の粉塵に動揺したハリスのアイウォ選挙区の抗議者によって焼かれた後、政府はハリスが抗議者を扇動したと非難した。
ナウルの大統領としてのハリスの時代は、彼自身が元大統領であった影響力のあるキンザ・クロドゥマーとの同盟のためであることがあったが、ナウル議会でかなりの交渉の重みを行使していた。

### 2008年4月の選挙と議会の議席の喪失
2008年4月26日に行われた議会選挙で、ハリスは再び立候補したが、議席を失った。大統領マーカス・スティーブンの支持者が過半数を獲得した。議会で31年間過ごした後、彼が議席を失ったのはこれが初めてだった。

### 死
ハリスは2008年7月4日に心臓発作を起こし、その結果7月5日の朝にデニゴムドゥで亡くなった。同日、彼のために国葬が行われた。亡くなった時点で60歳であり、比較的若いものの、彼の政治的世代は、彼より約20歳若い政府の大臣チームにある程度取って代わられていた。